# Sistema instrumentado de segurança
Um sistema instrumentado de segurança (S.I.S.) é um conjunto projetado de controles de hardware e software que fornece uma camada de proteção que desliga um sistema químico, nuclear, elétrico ou mecânico, ou parte dele, se uma condição perigosa for detectada.

## Especificação de requerimento
Um sistema instrumentado de segurança (S.I.S.) executa uma função instrumentada de segurança (F.I.S.). O sistema instrumentado de segurança (S.I.S.) é creditado com uma certa medida de confiabilidade no nível de integridade de segurança (N.I.S.). O nível de integridade de segurança (N.I.S.) necessário é determinado a partir de uma análise dos perigos de processo (S.P.P.) quantitativa, como uma análise de camadas de proteção (A.D.C.P.). [en] Os requisitos do nível de integridade de segurança (N.I.S.) são verificados durante o projeto, a construção, a instalação e a operação do sistema instrumentado de segurança (S.I.S.). A funcionalidade necessária pode ser verificada por revisões de projeto, testes de aceitação de fábrica, testes de aceitação do local e testes funcionais regulares.

### Identificação de perigo
Um processo formal de identificação de perigos é realizado pelos engenheiros e outros especialistas da equipe de projeto, conhecida como Unidade de operação, na conclusão da fase de projeto de engenharia de cada seção do processo. Essa equipe realiza uma revisão processual sistemática e rigorosa de cada possível ponto de risco, ou "nó", no projeto de engenharia concluído. Esta revisão e sua documentação resultante são chamadas de estudo de perigo e operabilidade Um estudo de perigo e operabilidade normalmente revela cenários perigosos que requerem medidas adicionais de mitigação de risco que devem ser alcançadas pelas funções instrumentadas de segurança (F.I.S.). Por meio de uma análise de camadas de proteção (A.C.D.P.) ou algum outro método aprovado, os níveis de integridade (N.I.) são definidos para as funções instrumentadas de segurança (F.I.S.) em seus respectivos cenários. Os níveis de integridade podem ser categorizados como nível de integridade de segurança (N.I.S.) ou nível de integridade ambiental (N.I.A.). Com base nas recomendações do estudo de perigo e operabilidade e na classificação dos níveis de integridade (N.I.) das funções instrumentadas de segurança (F.I.S.); a engenharia (incluindo os projetos relacionados aos sistemas básicos de controle de processos (S.B.C.P.) e às funções instrumentadas de segurança (F.I.S.)) para cada unidade de operação é finalizada.

## Projeto
Um sistema instrumentado de segurança (S.I.S.) destina-se a executar funções de controle específicas para evitar operações de processo inseguras quando ocorrem condições inaceitáveis ou perigosas.
Os sistemas instrumentados de segurança (S.I.S) devem ser independentes de todos os outros sistemas de controle que controlam o mesmo equipamento para garantir que a funcionalidade do sistema instrumentado de segurança  (S.I.S.) não seja comprometida. O sistema instrumentado de segurança (S.I.S.) é composto pelos mesmos tipos de elementos de controle (incluindo sensores, solucionadores lógicos, atuadores e outros equipamentos de controle) como um sistema básico de controle de processo (S.B.C.P.). No entanto, todos os elementos de controle de um sistema instrumentado de segurança  (S.I.S.) são dedicados exclusivamente ao bom funcionamento do sistema instrumentado de segurança (S.I.S.).
A característica essencial de um sistema instrumentado de segurança (S.I.S.) é que ele é composto por instrumentos que detectam que as variáveis do processo estão excedendo os limites predefinidos, um solucionador lógico que processa essas informações (e toma decisões) e elementos de controle finais que executam as ações necessárias no processo para alcançar um estado seguro. Um exemplo é um sensor de temperatura que fornece um sinal para um controlador que compara a temperatura de processo detectada com o ponto de ajuste de temperatura desejado e envia um sinal para um atuador de válvula de ligar/desligar de emergência que interrompe o fluxo de fluido de aquecimento para o processo se a temperatura do processo é ultrapassada por uma margem insegura.
As funções de controle específicas executadas por um sistema instrumentado de segurança  (S.I.S.) são chamadas de funções instrumentadas de segurança (F.I.S.). Elas são implementados como parte de uma estratégia geral de redução de riscos que visa minimizar a probabilidade de um acidente previamente identificado, que pode variar de pequenos danos ao equipamento até a liberação catastrófica descontrolada de energia ou materiais.
O estado seguro deve ser alcançado em um período de tempo suficientemente curto (ou seja, "tempo de segurança do processo") para evitar o acidente.

### Equipamento
O correto funcionamento de um sistema instrumentado de segurança (S.I.S.) requer uma série de equipamentos para seu bom funcionamento. Deve possuir sensores capazes de detectar condições anormais de operação, como vazão alta, nível baixo ou posicionamento incorreto da válvula. Solucionadores lógicos são necessários para receber os sinais de entrada dos sensores, tomar decisões apropriadas com base na natureza dos sinais e alterar suas saídas de acordo com a lógica definida pelo usuário. Os solucionadores lógicos podem usar equipamentos elétricos, eletrônicos ou eletrônicos programáveis, como relés, amplificadores de disparo ou controladores lógicos programáveis. Em seguida, a alteração das saídas dos solucionadores lógicos resulta nas ações dos elementos finais nos processos (por exemplo, fechando uma válvula) para trazê-los para um estado seguro. Os sistemas de suporte, como os de energia, instrumentos de ar e comunicações, geralmente são necessários para a operação do sistema instrumentado de segurança (S.I.S.). Os sistemas de suporte devem ser projetados para fornecer a integridade e a confiabilidade necessárias.

## Padrões internacionais
O padrão internacional 61511 da Comissão eletrotécnica internacional (C.E.I.) foi publicado, em 2003, para fornecer orientação aos usuários finais sobre a aplicação de sistemas instrumentados de segurança (S.I.S.) nas indústrias de processos. Este padrão é baseado no 61508 da Comissão eletrotécnica internacional (C.E.I.), um padrão genérico para segurança funcional, incluindo aspectos de projeto, construção e operação de sistemas elétricos/eletrônicos/eletrônicos programáveis. Outros setores da indústria também podem ter padrões baseados no 61508 da Comissão eletrotécnica internacional (C.E.I.), como o 62061 da Comissão eletrotécnica internacional (C.E.I.) (sistemas de máquinas), o 62425 da Comissão eletrotécnica internacional (C.E.I.) (para sistemas de sinalização ferroviária), o 61513 da Comissão eletrotécnica internacional (C.E.I.) (para sistemas nucleares) e o 26262 da Organização internacional para padronização (O.I.P.) (para veículos rodoviários). Relatórios de validação dos níveis de integridade de segurança (N.I.S.).

## Conceitos relacionados
Outros termos frequentemente usados em conjunto com e/ou para descrever sistemas instrumentados de segurança incluem:
- Sistema de controle crítico
- Sistema de desligamento de segurança
- Sistema instrumentado de proteção
- Sistema de proteção de equipamentos
- Sistema de desligamento de emergência
- Sistema de segurança crítica [en]
- Intertravamento (engenharia) [en]
- Intertravamento (sinalização ferroviária) [en]
- Proteção envolvente
- Sistemas de desligamento de emergência
- Sistemas de desligamento de processo

## Nota
1. ↑  do inglês Haz.Op. – Hazard and operability